# Разбитый кувшин (пьеса)
«Разби́тый кувши́н» (нем. Der zerbrochne Krug, 1806) — пьеса Генриха фон Клейста, написанная в комическом ключе.

## Сюжет
Действие пьесы происходит в начале XIX в. в голландской деревне Гуйзум, близ Утрехта, в январе. Место действия — судная горница. Адам, сельский судья, сидит и перевязывает себе ногу. Заходит Лихт, писарь, и видит, что у Адама все лицо в ссадинах, под глазом багровый синяк, из щеки вырван клок мяса. Адам объясняет ему, что утром, встав с постели, он потерял равновесие, упал головой прямо в печку и вдобавок вывихнул себе ногу. Писарь Лихт сообщает ему, что в Гуйзум из Утрехта едет с ревизией член суда, советник Вальтер. Он проверяет все суды в округе. Накануне он побывал в соседней с Гуйзумом деревне Холл и после проверки отрешил от должности местных судью и писаря. Судья рано утром был найден в овине висящим на стропилах. Он повесился после того, как Вальтер посадил его под домашний арест. Однако кое-как удалось его вернуть к жизни. Появляется слуга советника Вальтера и объявляет, что его хозяин прибыл в Гуйзум и скоро явится в суд.
Адам встревожен и приказывает принести его одежду. Оказывается, что парика нигде не могут найти. Служанка заявляет, что парик в данный момент находится у парикмахера, а второго уже вчера, когда в одиннадцать часов вечера судья Адам вернулся домой, на его голове не было. Голова была вся в ссадинах, а служанке пришлось стирать с неё кровь. Адам опровергает её слова, говорит, что она перепутала, что домой он вернулся в парике, а ночью его со стула стащила кошка и окотилась в нём.
Входит Вальтер и после приветствия выражает желание начать судебное разбирательство. Адам на некоторое время уходит из зала. Входят истцы — Марта Рулль и её дочь Ева, а вместе с ними Фейт Тюмпель, крестьянин, и его сын Рупрехт. Марта кричит, что разбили её любимый кувшин и что она заставит обидчика Рупрехта за это заплатить. Рупрехт заявляет, что его свадьбе с Евой не бывать, и обзывает её распутной девкой. Вернувшись и увидев всю эту компанию, Адам начинает тревожиться и про себя думает, уж не на него ли самого ему будут жаловаться? Ева дрожит и умоляет мать поскорее уйти из этого страшного места. Адам говорит, что от раны на ноге его мутит и он судить не может, а лучше пойдет и ляжет в постель. Лихт его останавливает и советует спросить разрешения у советника. Тогда Адам тихо пытается выяснить у Евы, зачем они пришли. Когда узнает, что только по поводу кувшина, то несколько успокаивается. Он уговаривает Еву не говорить лишнего и грозит, что иначе её Рупрехт отправится в Ост-Индию вместе с армией и там погибнет. Вальтер вмешивается в их разговор и заявляет, что со сторонами бесед вести нельзя, и требует публичного допроса. После долгих колебаний Адам все же решается открыть заседание.
Первой давать показания вызывается истица — Марта.
Она заявляет, что кувшин разбил Рупрехт. Адама это вполне устраивает, он объявляет парня виновным, а заседание закрытым. Вальтер крайне недоволен и просит вести дело со всеми формальностями. Тогда Марта начинает во всех подробностях рассказывать о достоинствах этого кувшина, о его истории, чем, в конце концов, выводит всех из себя. Затем она переходит к описанию событий прошедшего вечера. Рассказывает, что в одиннадцать часов уже хотела погасить ночник, как вдруг из Евиной комнаты услышала мужские голоса и шум. Она испугалась, прибежала туда и увидела, что дверь в комнату выломана и из неё доносится брань. Войдя внутрь, она увидела, что Рупрехт как бешеный ломает Еве руки, а посреди комнаты лежит разбитый кувшин. Марта притянула его к ответу, но он стал утверждать, что кувшин разбит кем-то другим, тем, кто только что сбежал, и начал оскорблять и поносить Еву. Тогда Марта спросила дочь, кто на самом деле тут был, и Ева поклялась, что только Рупрехт. На суде Ева говорит, что вовсе не клялась. Складывающаяся ситуация начинает тревожить Адама, и он вновь дает Еве свои наставления. Вальтер их пресекает, высказывает своё недовольство поведением судьи и выражает уверенность в том, что даже если бы сам Адам разбил кувшин, то не мог бы усердней валить все подозрения на молодого человека. Приходит очередь Рупрехта давать свои показания. Адам всеми способами оттягивает этот момент, рассказывает о своей больной курице, которую он собирается лечить лапшой и пилюлями, чем окончательно выводит Вальтера из себя. Рупрехт, получивший наконец слово, заявляет, что в обвинении против него нет ни слова правды. Адам начинает отвлекать от него всеобщее внимание, так что Вальтер уже намеревается посадить писаря Лихта на место судьи.
Адам, испугавшись, дает Рупрехту возможность продолжить показания. Молодой человек рассказывает, что вечером, около десяти часов, он решил отправиться к Еве. Во дворе её дома он услышал скрип калитки и обрадовался, что Ева ещё не ушла. Вдруг он увидел в саду свою девушку и кого-то ещё вместе с ней. Разглядеть он его не смог из-за темноты, однако подумал, что это Лебрехт, сапожник, ещё осенью пытавшийся отбить у него Еву. Рупрехт пролез в калитку и притаился в кустах боярышника, откуда слышал болтовню, шепот и шутки. Затем те оба прошли в дом. Рупрехт стал ломиться в дверь, уже запертую на задвижку. Приналег и вышиб её. Она загремела, с карниза печки полетел кувшин, а в окно кто-то поспешно выпрыгнул. Рупрехт подбежал к окну и увидел, что беглец все ещё висит на прутьях частокола. Рупрехт огрел его по голове дверной задвижкой, оставшейся у него в руке, и решил было побежать за ним, но тот бросил ему в глаза горсть песка и исчез. Затем Рупрехт вернулся в дом, обругал Еву, а чуть позже в комнату вошла и Марта с лампой в руке.
Следующей должна говорить Ева. Перед тем как дать ей слово, Адам опять запугивает её и убеждает не говорить лишнего. На выпады матери о её распутстве Ева уверяет всех, что чести своей она не осрамила, но что кувшин ни Лебрехт и ни Рупрехт не разбивали. Адам начинает уверять Вальтера, что Ева не способна давать показания, она бестолкова и слишком молода. Вальтера же, наоборот, разбирает желание докопаться до истины в этом деле. Ева клянется в том, что Рупрехт кувшина не разбивал, а настоящего виновника назвать отказывается и намекает на какую-то чужую тайну. Тогда Марта, негодуя на дочь за её скрытность, начинает подозревать её и Рупрехта в более страшном преступлении. Она высказывает предположение о том, что накануне принятия военной присяги Рупрехт вместе с Евой собрались бежать, изменив родине. Она просит призвать в свидетельницы тетку Рупрехта, Бригитту, которая якобы в десять часов, раньше, чем был разбит кувшин, видела, как молодые люди спорили в саду. Она уверена, что её показания в корне опровергнут слова Рупрехта, утверждающего, что он вломился к Еве в одиннадцать. Посылают за Бригиттой. Лихт уходит. Адам предлагает Вальтеру во время перерыва немного освежиться, выпить вина, закусить. Вальтер, что-то заподозрив, начинает подробно допрашивать судью Адама о том, где он ударился. Адам по-прежнему отвечает, что у себя дома о печку.
Парик же, как он теперь утверждает, сгорел, когда он, уронив очки и низко нагнувшись за ними, задел свечу. Вальтер спрашивает у Марты, высоко ли от земли находятся окна Евы, у Рупрехта — не в голову ли он ударил беглеца и сколько раз, у Адама — часто ли он бывает в доме у Марты. Когда и Адам, и Марта отвечают, что очень редко, Вальтер оказывается немного сбитым с толку.
Входят Бригитта с париком в руке и Лихт. Бригитта нашла парик на частоколе у Марты Рулль перед тем окном, где спит Ева. Вальтер просит Адама во всем сознаться и спрашивает, не его ли парик женщина держит в руке. Адам говорит, что это тот парик, который он восемь дней назад отдал Рупрехту, с тем чтобы Рупрехт, отправляясь в город, отдал его мастеру Мелю, и спрашивает, почему Рупрехт этого не сделал. Рупрехт же отвечает, что он его мастеру отнес.
Тогда Адам, рассвирепев, заявляет, что здесь пахнет изменой и шпионством. Бригитта же заявляет, что в саду у Евы был Не Рупрехт, поскольку девушка разговаривала со своим собеседником, как с нежеланным гостем. Позже, уже ближе к полуночи, возвращаясь с хутора от двоюродной сестры, она увидела, как в липовой аллее у сада Марты перед ней вырос кто-то лысый с конским копытом и промчался мимо, от него пахло серным и смоляным дымом. Она даже подумала, что это сам черт. Затем вместе с Лихтом она проследила, куда ведет этот след людской ноги, чередующийся с конским следом. Он привел прямо к судье Адаму. Вальтер просит Адама показать ногу.
Он показывает свою здоровую левую ногу, а не правую, хромую. Затем всплывает несоответствие в словах судьи о том, куда подевался его парик. Лихту он сказал одно, а Вальтеру — другое. Рупрехт догадывается, что вчера с Евой был сам судья, и нападает на него с оскорблениями. Адам объявляет Рупрехта виновным и приказывает посадить его в тюрьму. Тогда Ева не выдерживает подобной несправедливости и признается, что вчера с ней был сам Адам и домогался её, угрожая, если она не согласится, отправить её жениха на войну. Адам убегает. Вальтер успокаивает Еву, убеждая, что Адам её обманул и что солдат набирают только во внутренние войска. Рупрехт, узнав, что Ева была с Адамом, перестает ревновать и просит у невесты прощения, Фейт предлагает назначить свадьбу на Троицу. Вальтер смещает Адама с должности и назначает на его место писаря Лихта. Марта, так и не успокоившись, спрашивает у советника, где ей в Утрехте найти правительство, чтобы наконец «добиться правды насчет кувшина».